# Profesor distraído

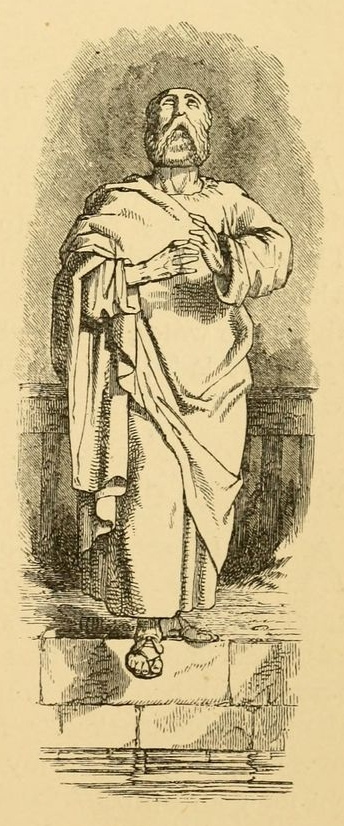
El astrólogo que cayó en un pozo porque seguía mirando las estrellas. Ilustración de John Tenniel de la edición de 1884 de las fábulas de Esopo

El profesor distraído es un personaje tipo de la ficción popular, generalmente retratado como un académico talentoso cuya brillantez académica va acompañada de un funcionamiento por debajo de la media en otras áreas, lo que lleva a ser olvidadizo y a cometer errores. Una explicación de esto es que individuos altamente talentosos con frecuencia tienen capacidades que han sido distribuidas de manera desigual, siendo brillantes en su campo de elección pero por debajo del promedio en otras medidas de capacidad. Alternativamente, se considera que están tan absortos en su campo de estudio que se olvidan de sus entornos. 
La frase "profesor distraído" también se usa comúnmente de manera más general en idiomas como el inglés para describir a personas que están tan absortas en su "propio mundo" que no logran mantener registro de sus entornos. Es un estereotipo común que los profesores se obsesionan tanto con su investigación que prestan poca atención a cualquier otra cosa. 
El estereotipo es muy antiguo: el antiguo biógrafo griego Diógenes Laercio escribió que el filósofo Tales caminaba de noche con los ojos enfocados en el cielo y, como resultado, se cayó a un pozo.

## Ejemplos de académicos reales
Isaac Newton, Adam Smith, André-Marie Ampère, Jacques Hadamard, Sewall Wright, Nikola Tesla, Norbert Wiener, Arquímedes, Pierre Curie y Albert Einstein eran todos académicos considerados distraídos – su atención absorbida por sus estudios académicos. William Archibald Spooner, que le dio su nombre a lo que en inglés se denomina spoonerismo, era famoso por su distracción y excentricidad. 

## Ejemplos ficticios

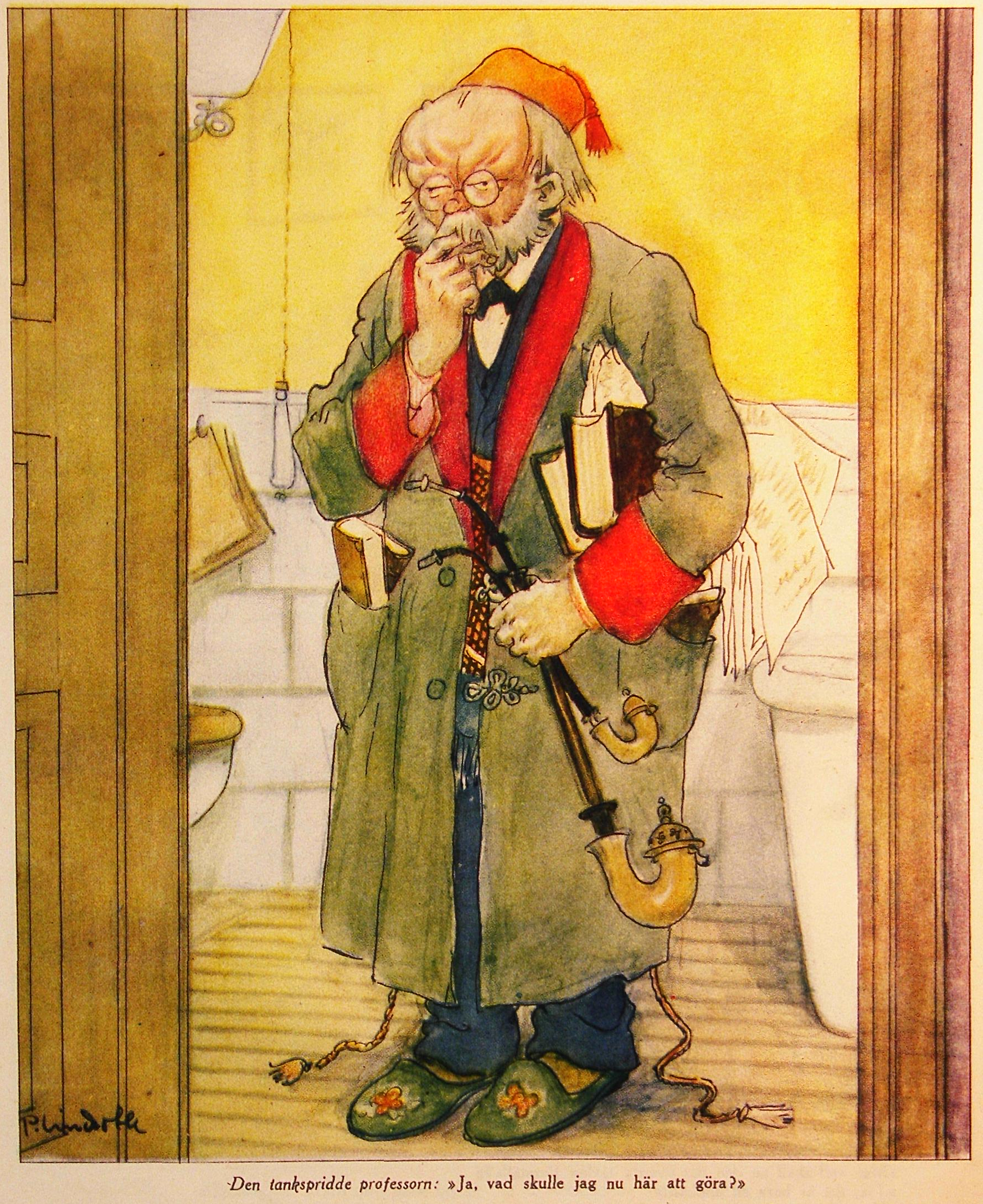
Un profesor desaliñado y distraído.

"Doc" Emmett Brown de Back to the Future es un ejemplo de un personaje de científico-inventor distraído. Se le representa como extraño, excéntrico o loco. Otro ejemplo es el personaje principal de la película Un sabio en las nubes y sus refritos cinematográficos menos exitosos, todos basados en el cuento "Una situación de gravedad" de Samuel W. Taylor. 
Ejemplos en la televisión incluyen al profesor Farnsworth en Futurama, al profesor Frink en Los Simpson, Walter Bishop en la serie de televisión de Fox Fringe y al profesor Von Schlemmer en Adventures of Sonic the Hedgehog . Multo, uno de los personajes de la serie infantil La Patrulla Zula, es otro ejemplo de profesor distraído. 
El profesor Kokintz en El ratón que rugió de Leonard Wibberley es un ejemplo de la literatura. El profesor Branestawm, creado en la década de 1930 por Norman Hunter, es un ejemplo antiguo del arquetipo, y Jacques Paganel de la novela de Julio Verne de 1867 Los hijos del capitán Grant es probablemente el codificador del arquetipo en la literatura moderna. El profesor Caractacus Potts en la historia de Chitty Chitty Bang Bang califica como un inventor distraído. 
Los ejemplos en las tiras cómicas incluyen al profesor Tornasol en Las aventuras de Tintin ; Eli Eon en Little Orphan Annie, y el profesor Edgewise, un personaje secundario recurrente en las historias de la Familia Marvel. 
Isaac Kleiner de la saga Half-Life, el profesor E. Gadd de la serie Luigi's Mansion y el profesor Harold MacDougal de Red Dead Redemption son ejemplos en videojuegos. 
El arquetipo a veces se mezcla con el del científico loco, a menudo para efectos cómicos, como en la película de Jerry Lewis El profesor chiflado o el profesor Bacterio en los cómics y películas de Mortadelo y Filemón . Sin embargo, el arquetipo del científico loco suele tener connotaciones malévolas, mientras que el profesor distraído se suele caracterizar como benevolente. 
El profesor distraído de la ficción es con frecuencia un profesor universitario de ciencias o de ingeniería; en el género de fantasía, un personaje similar puede aparecer como mago. Ejemplos de esto incluyen la caracterización de Merlín en La espada en la piedra (particularmente en la adaptación de Disney) y Albus Dumbledore en la serie de Harry Potter . 